# Franska öppna 2013
Franska öppna 2013 (även känd som Roland Garros, efter den berömda franska flygpionjären) var en tennisturnering som spelades utomhus på grus. Det var den 112:e upplagan av tävlingen. Den spelades på Stade Roland Garros i Paris, Frankrike, mellan den 26 maj och den 9 juni 2013.

## Mästare

### Seniorer

#### Herrsingel
Rafael Nadal besegrade  David Ferrer med 6–3, 6–2, 6–3

#### Damsingel
Serena Williams besegrade  Marija Sjarapova med 6–4, 6–4

#### Herrdubbel
Bob Bryan /  Mike Bryan besegrade  Michaël Llodra /  Nicolas Mahut med 6–4, 4–6, 7–6(7–4)

#### Damdubbel
Jekaterina Makarova /  Jelena Vesnina besegrade  Sara Errani /  Roberta Vinci med 7–5, 6–2

#### Mixed dubbel
Lucie Hradecká /  František Čermák besegrade  Kristina Mladenovic /  Daniel Nestor med 1–6, 6–4, [10–6]

### Juniorer

#### Pojksingel
Christian Garín besegrade  Alexander Zverev med 6–4, 6–1

#### Flicksingel
Belinda Bencic besegrade  Antonia Lottner med 6–1, 6–3

#### Pojkdubbel
Kyle Edmund /  Frederico Ferreira Silva besegrade  Christian Garín /  Nicolás Jarry med 6–3, 6–3

#### Flickdubbel
Barbora Krejčíková /  Kateřina Siniaková besegrade  Doménica González /  Beatriz Haddad Maia med 7–5, 6–2